# Hurma hebanowa
Hurma hebanowa (Diospyros ebenum J.Koenig ex Retz.), nazywana również hebanowym drzewem, hebankiem hebanem i hebanowcem hebanowym (ta nazwa jest nieprawidłowa) – gatunek drzewa z rodziny hebankowatych. Rośnie dziko w Indiach i na Sri Lance.

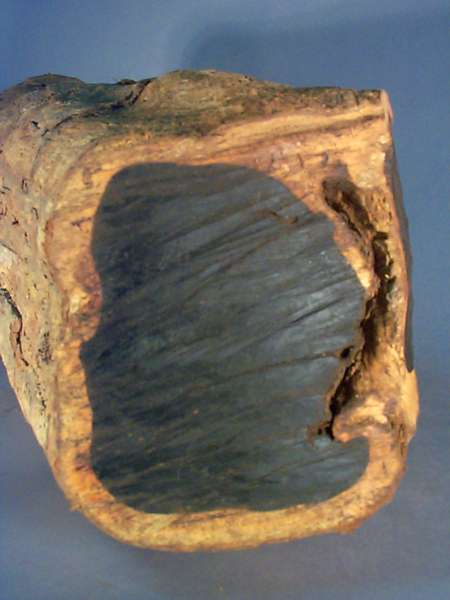
Drewno

## Morfologia
Drzewo o wysokości do 25 m i średnicy pnia do 60 cm. Liście podłużnie jajowate lub lancetowate, nagie i całobrzegie. Kwiaty rozdzielnopłciowe, wyrastające po 3-15 w kątach liści. Mają 4-ząbkowy kielich, szerokodzwonkowatą koronę o białawych i kosmatych płatkach, 1 słupek  i około 20 pręcików. Owocem jest ciemna jagoda.

## Drewno
Jest jednym z rodzajów hebanu. Drewno hurmy hebanowej w stanie suchym ma ciężar właściwy 915 kg/m3 (w stanie mokrym do 1200 kg/m3), twardość (badana metodą Janki) 10790 N, wytrzymałość na ściskanie  63,5 MPa. Biel jest jasnożółty i wyraźnie oddzielony od twardzieli, która jest czarna jak smoła, czasem z szarymi lub ciemnobrązowymi smugami. Jest błyszczące, słoje słabo widoczne, promienie dostrzegalne tylko pod mikroskopem. Jest odporne na butwienie, na owady i bardzo trwałe. Nie posiada zapachu. Jest wysoko cenionym gatunkiem drewna, przez co osiąga wysokie ceny.

## Zastosowanie
- Główną wartość użytkową stanowi drewno. Jest wykorzystywane do wyrobu drewnianych instrumentów muzycznych (np. klarnety, flety),  klawiszy fortepianowych, elementów skrzypiec, niektórych instrumentów pomiarowych, do produkcji ekskluzywnych mebli i przedmiotów ozdobnych[7].
- Według niektórych badaczy roślin biblijnych drewno hurmy hebanowej i dalbergii czarnodrzew są przywołane w Biblii w kilku miejscach (np. Ez 27,15, PnP 3,10, Am 3,15)[8].
- Owoce przez miejscową ludność używane są do zatruwania i łowienia ryb[9].